# Гринь, Владислав Константинович
Владислав Константинович Гринь (род. 5 декабря 1961 года) — доктор медицинских наук (1999), профессор, действительный член (академик) Национальной академии медицинских наук Украины, заслуженный врач Украины, лауреат Государственной премии Украины в области науки и техники (2013). Организатор науки и здравоохранения, кардиолог.
С 2010 года по настоящее время[уточнить] Депутат Донецкого областного совета (избран по многомандатному округу от Партии регионов).

## Научная деятельность
Окончил Донецкий государственный медицинский институт имени М. Горького. Работал врачом-кардиоревматологом Шахтёрской районной больницы Донецкой области. В 1986 году начал работать в Областной центральной клинической больнице .
В 1987 году защитил кандидатскую диссертацию, в 1999 году в Харьковском медицинском университете — докторскую диссертацию на тему: «Патология сердца при воспалительных заболеваниях суставов (распространённость, диагностика, вопросы патогенеза, лечения)». Заведует кафедрой общей практики семейной медицины Донецкого медицинского университета.
В 2002-2016 гг. директор Института неотложной и восстановительной хирургии имени В. К. Гусака. Под его руководством в ИНВХ имени Гусака начала функционировать уникальная лаборатория клеточного и тканевого культивирования, был организован международный центр «Биостем». Особенно успешно развивались кардиологическая и кардиохирургическая, ожоговая и другие службы. Так, в декабре 2009 года впервые на Украине при помощи стволовых клеток начали лечить ишемическую болезнь сердца; похожие операции выполняют только в 20 городах мира. В ожоговом центре благодаря искусственно выращенной коже лечат пациентов с термическими поражениями почти ста процентов поверхности тела.
В 2007 году за внедрение клеточных технологий в медицине, организацию службы трансплантации стволовых клеток, создание международного центра биотехнологий избран членом-корреспондентом Академии медицинских наук Украины. 13 сентября 2010 года избран действительным членом Национальной академии медицинских наук Украины.
Автор 276 научных работ, 13 монографий, в том числе посвящённых клеточной терапии, и 31 изобретения, подготовил 6 кандидатов и 4 докторов медицинских наук. Главный редактор журнала «Международнцй вестник медицины», журнала «Вестник неотложной и восстановительной медицины».
Автор портала «Окна роста», реализующий авторский метод обеспечения положительного эмоционального фона с помощью индивидуально организованного рационального поведения.
Автор художественной трилогии «Игра в себя», вышедшей в 2015 году.
Один из авторов идеи медицинских онлайн консультаций. В настоящее время возглавляет международный телемедицинский проект Botkin.pro — сервис врачебных видеоконсультаций онлайн.